# Oppa Is Just My Style
Oppa Is Just My Style è un singolo di Hyuna e Psy pubblicato nel 2012. Oppa Is Just My Style è l'interpretazione dell'originale Gangnam Style dalla prospettiva femminile.

## Tracce
Testi e musiche di Psy e Yoo Gun-hyung.
Download digitale
1. Gangnam Style – 3:41

Download digitale – 2 Legit 2 Quit Mashup
1. Gangnam Style / 2 Legit 2 Quit Mashup (feat. MC Hammer) – 3:57

Download digitale – (EP remix)
1. Gangnam Style (feat. 2 Chainz e Tyga) (Diplo Remix) – 3:25
2. Gangnam Style (Afrojack Remix) – 6:05
3. Gangnam Style (Afrojack Remix) (Instrumental) – 3:25
4. Gangnam Style (Instrumental) – 3:39